# Tchäjang-ŭi huje
Tchäjang-ŭi huje (v korejském originále 태양의 후예, Taeyang-ui Huye; anglický název: Descendants of the Sun) je jihokorejský televizní seriál z roku 2016, v němž hrají Song Čung-ki, Song Hje-gjo, Čin Ku a Kim Či-won. Vysílal se na stanici KBS2 od 24. února do 22. dubna 2016 každou středu a čtvrtek ve 22.00 po 16 epizod.

## Obsazení
| Song Čung-ki | Ju Si-džin    |
| Song Hje-gjo | Gang Mo-jon   |
| Čin Ku       | So Dä-jong    |
| Kim Či-won   | Jun Mjong-džu |